# Parco del Brembiolo
Il parco del Brembiolo è un parco locale di interesse sovracomunale (PLIS) che si estende sul territorio di quattro comuni nella provincia di Lodi.

## Territorio
Il parco, che segue il corso dell'antico fiume Brembiolo, ha una superficie di 546 ha e si estende sui territori dei comuni di Brembio, Casalpusterlengo, Fombio e Somaglia.